# Universal Music Latin Entertainment
Universal Music Latin Entertainment — дочерняя компания Universal Music Group (Vivendi), является звукозаписывающей компанией, специализирующейся на производстве и распространении латинской музыки в США, Мексике и Пуэрто-Рико. UMLE включает в себя известные латиноамериканские музыкальные лейблы, такие как: Universal Music Latino, Fonovisa Records, Universal Music Mexico, Capitol Latin, Machete Music и Disa Records.
Звукозаписывающая компания была создана в 2008 году с приобретением Univision Music Group и объединением её с ведущими латиноамериканскими артистами Universal, а также с большей частью латинского каталога UMG.

## Labels

### Univision Records (2001—2008)
Запущенная в середине 2001 года, Univision Records уже имела впечатляющий список артистов: Анасол, Пилар Монтенегро, Анаис, Дженнифер Пенья, Грасиела Бельтран, Иман, Лос Форастерос, Даниэль Рене и музыкальная икона мексиканского ранчеро Пепе Агилар.
- В 2003 году Дженнифер Пенья стала единственной артисткой, номинированной на премию «Грэмми» в категории «Лучший мексиканский / мексикано-американский альбом».
- Лейбл был распущен в мае 2008 года с приобретением Univision Music Group.

### Fonovisa Records
Fonovisa является крупнейшим региональным мексиканским лейблом в музыкальной индустрии, приобретенная в 2002 году Univision Music Group. С 1984 года выводит крупных латиноамериканских звезд на международные рынки.
- Впечатляющий список Fonovisa, состоящий из более чем 120 исполнителей, включает мульти-платиновых артистов Марко Антонио Солиса, La Banda el Recodo, Conjunto Primavera, Los Temerarios и Los Tigres del Norte.

### Capitol Latin
Capitol Latin — лейбл звукозаписи в США, на котором представлены несколько жанров. Лейбл включает в себя таких исполнителей, как: Хуан Луис Герра, Джей Бальвин, Зои, Пати Канту, Domino Saints, Шайла Дуркал и Джои Монтана, а также каталог покойной суперзвезды Техано Селены. После приобретения EMI Music компанией Universal Music Group в 2012 году, Capitol Latin стала частью семьи Universal Music Latin Entertainment.

### Aftercluv Dance Lab
Лейбл, ориентированный в основном на латиноамериканскую электронную музыку, запущенный в 2014 году. Музыкальные группы, подписавшие контракт с лейблом, включают: Cher Lloyd, 3Ball MTY, Juan Magan, Atellagali, Marcelo Cic и Buraka Som Sistema.